# Unchair

Unchair este o comună în departamentul Marne, Franța. În 2009 avea o populație de 157 de locuitori.